# Mythicomyia cocollina
Mythicomyia cocollina is een vliegensoort uit de familie van de Mythicomyiidae. De wetenschappelijke naam van de soort is voor het eerst geldig gepubliceerd in 2002 door Neal Evenhuis. De naam vervangt de in 1961 door Axel Leonard Melander voorgestelde naam Mythicomyia collina.